# Kiafa Titi
Kiafa Titi o Kontra Gkliate (en griego, Κιάφα Θήτι o Κόντρα Γκλιάτε) es un yacimiento arqueológico ubicado en el Ática, Grecia.
Este yacimiento arqueológico se encuentra ubicado en una colina escarpada, al sureste de Atenas, a la que solo se puede acceder desde el lado occidental. Se trata de un lugar estratégico que controla las rutas entre Atenas y las minas de plata y las tierras fértiles del sureste del Ática. 
En él se han hallado restos que abarcan periodos comprendidos entre el Calcolítico y la Antigüedad tardía. Los primeros restos hallados —un muro y un pithoi— pertenecen al Neolítico final, hacia el cuarto milenio a. C. Posteriormente el lugar fue abandonado desde principios del tercer milenio. Volvió a ser reocupado en la Edad del Bronce temprano, época a la que parece pertenecer una estructura absidal. Al Bronce Medio pertenece una necrópolis con tumbas de cista donde se han hallado entierros de niños. 
Es destacable un gran muro de fortificación de 150 m de longitud y de 2 a 6 m de anchura que pertenece al periodo micénico temprano. Se construyó en torno al 1500 a. C. y estuvo en uso hasta el 1200 a. C., momento en el que el lugar volvió a ser abandonado.  
Los siguientes signos de ocupación son los restos de un santuario al aire libre dedicado a alguna deidad femenina, posiblemente a las ninfas, donde se han hallado figurillas femeninas desde el periodo geométrico. Algunos de los restos de cerámica asociados a este santuario que pertenecen al siglo VII a. C. contienen inscripciones. Al periodo helenístico pertenece un caserío rural que estuvo en uso entre los años 330 y 285 a. C. aproximadamente. El lugar volvió a ser abandonado nuevamente hasta la construcción de una capilla cristiana cerca de la cima en el siglo V o VI. Esta iglesia fue destruida unos 300 años después y el lugar no volvió a ser ocupado.
Se ha sugerido que este lugar está relacionado con el dato escrito por Pausanias (Descripción de Grecia I,31,3) de la presencia de la tumba del mítico Cranao en un lugar del demo de Lamptras. 
Este yacimiento arqueológico ha sido excavado entre 1984 y 1988 por un equipo de arqueólogos del Instituto Canadiense de Grecia bajo la dirección de Dietmar Hagel.